# 꿀박쥐속
꿀박쥐속(Lonchophylla)은 주걱박쥐과에 속하는 박쥐 속의 하나이다.

## 하위 종
| - 보커만꿀박쥐 (L. bokermanni) - 카데나긴혀박쥐 (L. cadenai) - 초코긴혀박쥐 (L. chocoana) - 드카이저꿀박쥐 (L. dekeyseri) - 아치꿀박쥐 (L. fornicata) - 핸들리꿀박쥐 (L. handleyi) - 서부꿀박쥐 (L. hesperia) - 카팅가꿀박쥐 (L. inexpectata) | - 골드망꿀박쥐 (L. mordax) - 오르세스긴혀박쥐 (L. orcesi) - 동부코르디예라꿀박쥐 (L. orienticollina) - 패튼긴혀박쥐 (L. pattoni) - 페라치꿀박쥐 (L. peracchii) - 오렌지색꿀박쥐 (L. robusta) - 토마스꿀박쥐 (L. thomasi) |